# Antoine Ghanem
Antoine Ghanem (10 de agosto de 1943 - Beirut, 19 de septiembre de 2007) fue un político libanés, miembro del Parlamento. Fue también miembro de la Falange Libanesa y la Alianza 14 de Marzo. Fue asesinado mediante la explosión de un coche bomba en el suburbio Sin al-Fil de Beirut.

## Biografía
Después de graduarse en leyes en la Universidad Saint Joseph de Beirut y la Universidad de Lyon, fue profesor de derecho en la Universidad Libanesa. En su juventud se unió a la Falange Libanesa en la que colaboró con el entonces Presidente del Líbano, Amine Gemayel.
Fue partidario de unirse a las facciones de su partido contrarias a la actitud prosiria de Karim Pakradouni. En septiembre de 2004 votó contra la extensión del mandato del Presidente Émile Lahoud y tomó parte en la denominada revolución del cedro después del asesinato de Rafik Hariri.
Fue reelegido como diputado en 2005.